# روستاک
روستاک (به لاتین: Rossstock) یک کوه در سوئیس است که در کانتون آوری واقع شده‌است. روستاک ۲٬۴۶۰ متر بالاتر از سطح دریا واقع شده‌است.